# Turgonyi Pál
Turgonyi Pál (Budapest, 1919. április 17. – Budapest, 2008. április 20.) magyar színész, a József Attila Színház örökös tagja. Turi Elemér fia, Turgonyi András író, újságíró testvére.

## Életpályája
1941-ben végzett az Országos Magyar Királyi Színművészeti Akadémián. Kolozsváron indult színészi pályája. 1947-ben a Pécsi Nemzeti Színház tagja lett, 1950-ben a Nemzeti Színházban játszott egy évadot. Rövid ideig játszott a Magyar Rádió saját színtársulatában is, bemondóként is közismert volt. 1951–1956 között a Magyar Néphadsereg Színházának színésze volt, 1956-ban a József Attila Színház alapító tagja volt. Karakterszerepeket játszott. 2006-ban a József Attila Színház örökös tagjává választották.
Édesapja, Turgonyi Elemér a 19. században vándorszínészként kezdte Turi Elemér művésznéven, a múlt század elején már a legszebb magyar férfi színészként tartották számon.

## Színpadi szerepei
A Színházi adattárban regisztrált bemutatóinak száma (1949-): 99.
- William Shakespeare: Hamlet....Claudius
- Steinbeck: Egerek és emberek....George
- Goldoni: Két úr szolgája....Brighella, fogadós
- Weöres Sándor: A kétfejű fenevad....Radonay Mátyás zalavári bencés
- Müller Péter: Szemenszedett igazság....Patu, őrmester
- Herczeg Ferenc: Bizánc....Pátriárka
- Karinthy Frigyes: Lepketánc....Copas, szolga
- Shakespeare: Sok hűhó semmiért....Furkó, kisbíró
- Schwajda György: Csoda....Háry
- Gyárfás Endre: Dörmögőék csodajátéka....Dörmögő apó
- Horváth Péter: Csao Bambino....Gazsi, tanár
- Lengyel Menyhért: A waterloo-i csata....Kuncsák, szabó
- Jaroslav Hašek–Horváth Péter: Svejk vagyok....Ezredes
- Molnár Ferenc–Török Sándor–Ungvári Tamás: A Pál utcai fiúk....Janó
- Móricz Zsigmond–Szakonyi Károly: Rokonok....Alispán
- Shakespeare: Tévedések vígjátéka....Első kereskedő
- Mihail Bulgakov: Fehér karácsony....Bolbotun
- Jean Anouilh: Becket avagy az Isten becsülete....1. angol báró
- Berkesi András: Viszontlátásra, Harangvirág!....A fogoly
- Carlo Collodi–Litvai Nelly: Pinokkió, a hosszú orrú fabáb története....Antonio
- Páskándi Géza: Átkozottak....Zilajy, köznemes
- Galambos Lajos: Szerelmes égitestek....Apa
- Bródy Sándor: A tanítónő....Törvénybíró
- Bertolt Brecht: Koldusopera....Kimball tiszteletes
- Szakonyi Károly: Kardok, kalodák....Pálffy János
- William Shakespeare: III. Richárd....Polgármester
- Kassák Lajos: Angyalföld....Robicsek igazgató
- Jiří Menzel: De jó szeretni!....Doktor
- Bíró Lajos–Lengyel Menyhért: A cárnő....Malakoff
- Giulio Scarnicci–Renzo Tarabusi: A csodák Nápolyban születnek....Rolando de Morlachi
- Molnár Ferenc: A doktor úr....Második rendőr
- Fejes Endre: Rozsdatemető....Kocsmáros
- Maróti Lajos: Érdemei elismerése mellett....Főprépost
- Száraz György: Megoldás....Szidorkov, inas
- Carlo Goldoni: A hazug....Boltos, Kocsis, Levélhordó
- Molnár Ferenc: Liliom....Öreg rendőr
- Molière: Jourdain úr....Zenetanár
- Németh László: Eklézsia-megkövetés....Az Egyházi Tanács képviselője
- Robert Bolt: Éljen a királynő!....Fülöp, spanyol király
- Csiky Gergely: Buborékok....Hámor
- Shakespeare: Vízkereszt, vagy amit akartok....Első darabont
- Sütő András: Egy lócsiszár virágvasárnapja....Eibenmayer
- Shakespeare: A windsori víg nők....Mamlasz
- Arthur Miller: A salemi boszorkányok....Thomas Putnam
- Kardos G. György: Villon és a többiek....Főbíró
- Shakespeare: Sok hűhó semmiért....Jegyző
- Leonov: Hazatérés....Öregember
- Eugene Corneillei: Vágy a szilfák alatt....Seriff
- Páskándi Géza: A kocsi rabjai....Kovács sofőr
- Hernádi Gyula: Szép magyar tragédia....Porosz kapitány
- Plautus: Táncoló kísértetek....Bunkó, öreg rabszolga
- Shakespeare: A makrancos hölgy....Tudós
- Sean O'Casey: Juno és a páva....Szomszéd
- Victorien Sardou–Hégésippe Moreau: Szókimondó Kata....Jasmin

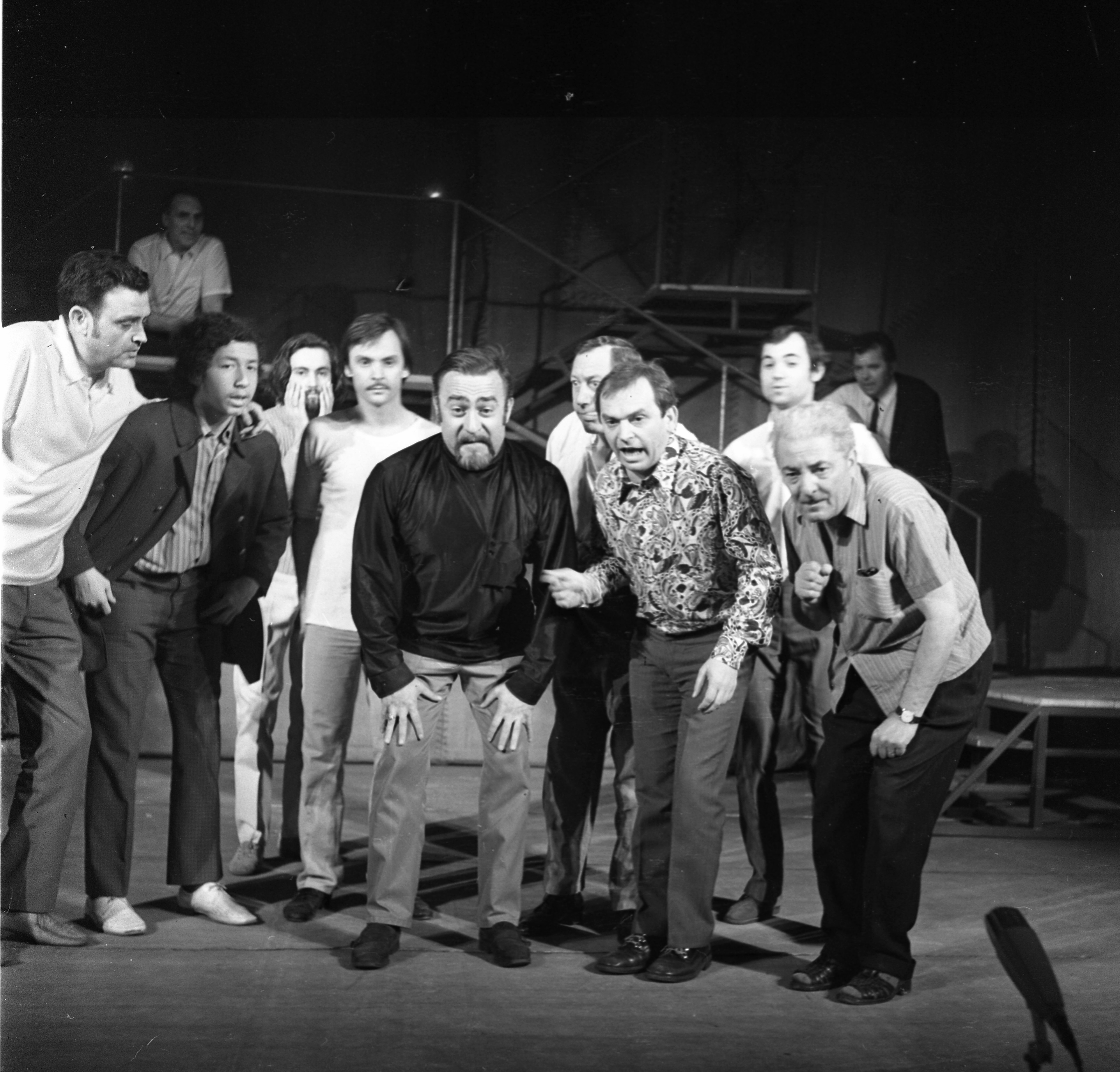
A Svejk a hátországban című darab próbája. Balra zakóban Márton András, mellette fehér pólóban Benkő Péter, középen Horváth Gyula, mellette tarka ingben Bodrogi Gyula, mögötte fehér ingben Paudits Béla, a háttérben Turgonyi Pál és Láng József (József Attila Színház, Budapest, 1971)

- Vagyim Korosztiljov: A kőszobor léptei....Pincér a kocsmában
- Edmund Rostand: Cyrano de Bergerac....Cuigy lovag
- Beaumarchais: Figaro házassága....Ajtónálló
- Jaroslav Hašek: Svejk a hátországban
- Tabi László: Karikacsapás....Goldner
- Károlyi Mihály: A nagy hazugság....Ezredes
- Mihail Satrov: Merénylet....Sztucska
- Martin Starkie–Nevill Caughill: Canterbury mesék....Justinius
- Henry Keroul–Albert Barré: Léni néni....Komornyik
- Berkesi András: Thomson kapitány....Sipola Balázs
- Berkes András: Közelebb az éghez....Takács hadnagy
- Gabányi Árpád: Aba Sámuel király....Dézsa, paraszt
- Viktor Rozov: Ketten az úton....Bakter
- Michel André: Lulu....Fredo
- Claus Hammel: Kilenckor a hullámvasútnál....Willi Krause
- Osztrovszkij: Farkasok és bárányok....Pavlin
- Gyárfás Miklós: Kényszerleszállás....Pjotr Pjotorovics Potenov
- Jean Giraudoux: Párizs bolondja....A csatornapucoló
- Berkesi András: Húszévesek
- Szomory Dezső: II. József....Gróf Balassa
- Berkesi András: Villa Bécs mellett....Fülep Miklós, író
- Alexandre Dumas: A három testőr....Jussac
- Vaszilij Akszjonov: Kollégák....Fjodor Bugrov
- Irwin Shaw: Szelíd emberek....Magruder
- Erich Kästner: Az eltűnt miniatűr....Böhm úr
- Carlo Gozzi–Friedrich Schiller: Turandot hercegnő....Ismael
- Kertész Imre: Bekopog a szerelem....Feri
- Fejér István: Bekötött szemmel....Őrnagy
- Háy Gyula: Az élet hídja....Kemény
- Csirszkov: Győztesek....Tüzérségi parancsnok
- Fu-Ko: Harcban nőtt fel....2. a Kuomintang katonája
- Thornton Wilder: Hiawatha-vonat....Philip
- Földes Mihály: Honvágy....Ősi Bálint
- Szigligeti Ede: II. Rákóczi Ferenc fogsága....Lengyel követ
- Fejér István–Kállai István: Irány Caracas....Frici
- Makszim Gorkij: Jegor Bulicsov és a többiek....Mokej Báskin
- Bartos Ferenc–Baróti Géza: Mindent a mamáért....Kardos
- Gogol: A revizor....Csendőr
- Victorien Sardou–Hégésippe Moreau: Szókimondó asszonyság....Vabontrain
- Molière: Tartuffe....Rendőrtiszt

## Filmjei

### Játékfilmek
- Áll a bál (1939)
- Ludas Matyi (1949)
- A könnyelműség ára (1959)
- Megöltek egy lányt (1961)
- Örökre eltiltva (1963)
- Mit csinált felséged 3-tól 5-ig? (1964)
- Az erőd (1979)
- Megint tanú (1995)

### Tévéfilmek
- Egy óra múlva itt vagyok 1-14. (1971)
- És mégis mozog a föld 1-3. (1973)
- Petőfi 1-6. (1981)
- Helló, Einstein! (1984)
- A Notre Dame-i toronyőr (1997)

## Hangjátékok
- Balázs János: Szomszédnépek parasztjai (1967)
- Móricz Zsigmond: Árvácska (1973)
- Hamupipőke (1983)